# 698 Ернестіна
698 Ернестіна (698 Ernestina) — астероїд головного поясу, відкритий 5 березня 1910 року.
Тіссеранів параметр щодо Юпітера — 3,261.